# Nausibius silvanoides
Nausibius silvanoides es una especie de coleóptero de la familia Silvanidae.

## Distribución geográfica
Habita en Guatemala.